# ATSUSHI (음악가)
ATSUSHI (본명 : 佐藤篤志, 사토 아츠시)는 일본의 그룹 EXILE의 멤버이자 보컬리스트. 사이타마 현 고시가야 시 출신. 1980년 4월 30일생

## 내역
- 4살부터 고등학교 졸업때까지 클래식피아노를 배웠고 (그의 절대음감은 피아노로 깨운친것), 고교 재학 중에 짠 밴드를 계기로 보컬리스트를 지향하게 된다.
- 고등학교 졸업후, 전문학교 ESP뮤지컬 아카데미에서 보컬리스트로서의 기술을 쌓아, 2000년도에 TV프로그램 ASAYAN의 남자 보컬리스트 오디션의 최종전형까지 남았지만, 낙선.
- 오디션 낙선 후, 시부야의 클럽등에서 반년간 노래하는 생활을 하던 중, HIRO로부터 데뷔 이야기를 꽃피워, 2001년에 EXILE의 표본이 되는 “J Soul Brothers”에 가입했다. 덧붙여, 권해진 당시에 “J Soul Brothers”는 보컬 한 명과 댄서4명이 될 예정이었지만 SHUN의 가입이 정해졌기 때문에 보컬이 두명이 된다.
- 2004년 12월, EXILE과 활동을 병행했던, 4인조 코러스 그룹 “COLOR”를 결성. (2006년 12월에는 멤버를 체인지해 자신은 탈퇴, 프로듀스에 전념) 가슴이 따뜻해지는 많은 곡들을 제공하고 있다.
- 스님머리가 트레이드마크 (2003년 5월무렵까지는 스님머리는 아니었다). 스님머리를 한 이유로는 자신에게 진저리가 났다고 말하고 있다. ATSUSHI가 자주 쓰고 있는 선글래스는 이탈리아의 브랜드 “police”의 S2819. ATSUSHI x police의 코라보선글래스도 발매되었다.
- 성대폴립을 앓아, SHUN의 탈퇴 후부터 제2장의 개막 동안 수술을 받았다. 흡연을 하고 있었지만, HIRO의 “ATSUSHI가 (담배를) 들이마신다면 나도 들이마실 거야.”(ATSUSHI가 계속 담배를 피운다면 나도 피울 거야)라는 한마디에 금연을 했다고 한다.
- 서 있는 위치는 정면에서 오른쪽
- 오른쪽 가슴의 타투는 “i'm gentle and convey true love”라고 쓰여 있다. 의미는 “나는 신사적이고, 진실의 사랑을 전해갑니다.”이다.